# Alice Keppel
Alice Frederica Keppel, född Edmonstone 29 april 1868 på Duntreath Castle vid Strathblane i Stirlingshire, Skottland, död 11 september 1947 i Bellosguardo i Kampanien, Italien, var en brittisk societetsvärdinna. Hon är känd för sitt förhållande med kung Edvard VII av Storbritannien. Förhållandet varade från 1898 till Edvards död 1910. 
Alice Keppel, dotter till William Edmonstone, gifte sig 1891 med adelsmannen George Keppel. Parets förhållande var lyckligt. För att kunna upprätthålla sin standard kom paret överens om att Alice skulle ta betalt för sexuella relationer med andra medlemmar av societeten, något hon gjorde utan att det lär ha skadat hennes ställning, trots att förbindelserna försiggick helt öppet. År 1898 inledde hon ett öppet förhållande med tronföljaren, som 1901 blev monark.
Alice Keppel beskrivs som en skönhet och centrum för societetslivet i London och ansågs förkroppsliga tidens ideal för en perfekt societetsvärdinna. Hon var känd för sin förmåga att inverka på monarkens humör, lugna honom, göra honom på gott humör. Hon ansågs också vara makten bakom tronen under Edvards regeringstid. Vid Edvards död 1910 tillät hans hustru, drottning Alexandra henne att närvara vid hans dödsbädd. Paret Keppel gjorde därefter en semesterresa till Indien. De bodde därefter i Italien.  
Alice Keppels barnbarnsbarn är Camilla, gift sedan 2005 med Charles III, barnbarns barnbarn till Edvard VII.